# 厚生労働省大臣官房
厚生労働省大臣官房（こうせいろうどうしょうだいじんかんぼう）は、日本の厚生労働省の内部部局の一つ。厚生労働省の所掌事務に関する総合調整等を行う。

## 職務
主な職務は下記の通りである。
- 機密に関すること。
- 厚生労働省の職員の職階、任免、給与、懲戒、服務その他の人事並びに教養及び訓練に関すること。
- 大臣の官印及び省印の保管に関すること。
- 厚生労働省の機構及び定員に関すること。
- 公文書類の接受、発送、編集及び保存に関すること。
- 厚生労働省の保有する情報の公開に関すること。
- 厚生労働省の保有する個人情報の保護に関すること。
- 厚生労働省の所掌事務に関する総合調整に関すること。

なお、他省の大臣官房と共通する職務については、大臣官房#所掌事務を参照

## 組織
- 官房長
- 総括審議官（2人）
- 危機管理・医務技術総括審議官
- 公文書監理官
- 審議官（14人）
- 参事官（8人）
- 地域保健福祉施策特別分析官
- 国際保健福祉交渉官
- 国際労働交渉官
  - 人事課
    - 人事調査官
    - 調査官
    - 人事企画官

  - 総務課
    - 公文書監理・情報公開室
    - 広報室
    - 企画官（18人）

  - 会計課
    - 会計管理官
    - 監査指導室
    - 会計監査官（11人（うち4人は、関係のある他の職を占める者をもって充てられるものとする。）以内）
    - 経理室
    - 管理室
    - 厚生管理企画官
    - 首席営繕専門官

  - 地方課
    - 地方企画官

  - 国際課
    - 国際企画・戦略官
    - 国際保健・協力室
    - 国際労働・協力室

  - 厚生科学課
    - 健康危機管理・災害対策室
    - 研究企画官